# Profuturo AFP
Profuturo AFP es una administradora de fondos de pensiones del Perú, propiedad de Scotiabank Perú. En 2023, poseía 1.732.304 afiliados y 21.5% de participación en el mercado pensionsita, custodia unos fondos de pensiones de 26,350 millones de soles.

## Historia
Se constituyó mediante Escritura pública del 17 de mayo de 1993. como una de las primeras ocho AFP que empezaron el sistema en junio de 1993.
En septiembre de 1996, Se fusionó con AFP El Roble bajo la figura de fusión por absorción.
En 2020, debido a la crisis económica por la pandemia de COVID-19, el Gobierno Peruano promulgó varios Decretos de Urgencia y Leyes que permitieron a los afiliados, de forma extraordinaria y cumpliendo ciertos requisitos, retirar parte o la totalidad, según sea el caso, de sus fondos de pensión. Este proceso se extendió hasta 2024.